# Ascidia alisea
Ascidia alisea is een zakpijpensoort uit de familie van de Ascidiidae. De wetenschappelijke naam van de soort werd in 2006 voor het eerst geldig gepubliceerd door Claude en Françoise Monniot.